# Kladari Gornji
Kladari Gornji su naselje u općini Modriča, Republika Srpska, BiH.

## Stanovništvo
Nacionalni sastav stanovništva 1991. godine, bio je sljedeći:
ukupno: 488
- Hrvati - 426
- Srbi - 11
- Jugoslaveni - 7
- ostali, neopredijeljeni i nepoznato - 4